# 湘南貨物駅
湘南貨物駅（しょうなんかもつえき）は、神奈川県藤沢市村岡東一丁目にかつてあった日本国有鉄道（国鉄）の貨物駅である。東海道本線の複々線区間のうち、東海道貨物線上の大船駅と藤沢駅の間に存在した。
その跡地に、東日本旅客鉄道（JR東日本）と地元自治体が2021年に整備計画を発表した旅客駅「村岡新駅」（仮称）についても記述する。

## 歴史
- 1969年（昭和44年）10月1日：藤沢駅の貨物取扱業務を分離して神奈川県藤沢市宮前字十二天に開業し、貨物取扱を開始[2]する。
- 1974年（昭和49年）10月1日：「荷貨一元化」により小荷物取扱を開始[3]する。
- 1978年（昭和53年）10月2日：小荷物取扱を廃止[4]する。
- 1985年（昭和60年）12月1日：廃止[5]。

## 駅構造
本線北側に数本の仕分線が敷設された地上駅で、その北側に位置する1棟の上屋付貨物ホームに、2本の荷役線が引き込まれていた。車扱貨物のみを取り扱い、コンテナ貨物は取り扱っていなかった。
なお、当駅には2階建ての駅舎が併設されていた。

## 駅跡地と旅客新駅構想
跡地の一部はTSUTAYA店舗（JR貨物所有）およびフットサルの施設として利用されている。以前はサカタのタネと住宅展示場のABCハウジングが存在したが、双方とも撤退した。サカタのタネ跡はフットサルコートに、住宅展示場跡は更地になっている。
TSUTAYAの駐車場には灰色に塗られた国鉄C20形コンテナが置かれている。
本線上にあった分岐器は完全に撤去されて棒線化したが、本線に支障しない部分は着発線や引上線のレールが一部残っている。

### 新駅設置計画（村岡新駅）
湘南貨物駅跡地と隣接する東日本旅客鉄道（JR東日本）鎌倉総合車両センター跡地を一体的に再開発し、旅客駅「村岡新駅」（仮称）を設けて、東海道線列車を停車させる計画が進められている。整備費用は約160億円と試算され、地元自治体の神奈川県と藤沢市、鎌倉市は負担に同意している。
2021年2月8日にJR東日本横浜支社と神奈川県、藤沢市、鎌倉市の4者が駅を設置することで合意した。2021年度に4者で駅設置に関する基本協定を締結し、翌年度から詳細設計に着手する。開業は2032年度を予定している。
新駅事業費負担の割合は神奈川県が30%、藤沢・鎌倉の両市が27.5%、JR東日本が15%である。神奈川県内の請願駅でJR東日本も費用負担に応じるのは、2016年に開業した南武線の小田栄駅（川崎市）に次いで2例目となる。
2024年5月20日には、JR東日本横浜支社と神奈川県、藤沢市、鎌倉市の4者が施工協定書を締結したと発表、同時に新駅の完成イメージ図や工事の期間、工事費用も公表された。2025年1月8日に着工式が行われた。

## 駅周辺
- 湘南ヘルスイノベーションパーク（旧 武田薬品工業工場→湘南研究所） - 工場は2006年3月で閉鎖され研究所に改装した。さらに2018年に社外にも開放する形で湘南ヘルスイノベーションパークとなった。
- ナスラックNAS鎌倉工場
- 東日本旅客鉄道（JR東日本）鎌倉車両センター
- 三菱電機鎌倉製作所
- 神戸製鋼所藤沢事業所
- 湘南鎌倉総合病院
- 東日本旅客鉄道大船工場跡地 - 再開発し鎌倉市役所本庁舎を移転する構想がある。
- 中外製薬（旧：日本ロシュ）鎌倉研究所跡地

## 隣の駅
日本国有鉄道
東海道本線（東海道貨物線）
大船駅 - 湘南貨物駅 - 藤沢駅